# Coasters Retreat
Coasters Retreat é um subúrbio do norte de Sydney, no estado da Nova Gales do Sul, na Austrália, situado a 42 quilômetros ao norte do distrito empresarial central de Sydney, na área do governo local do Conselho de Northern Beaches. Coasters Retreat integra a região Northern Beaches.